# 兵庫県立出石高等学校

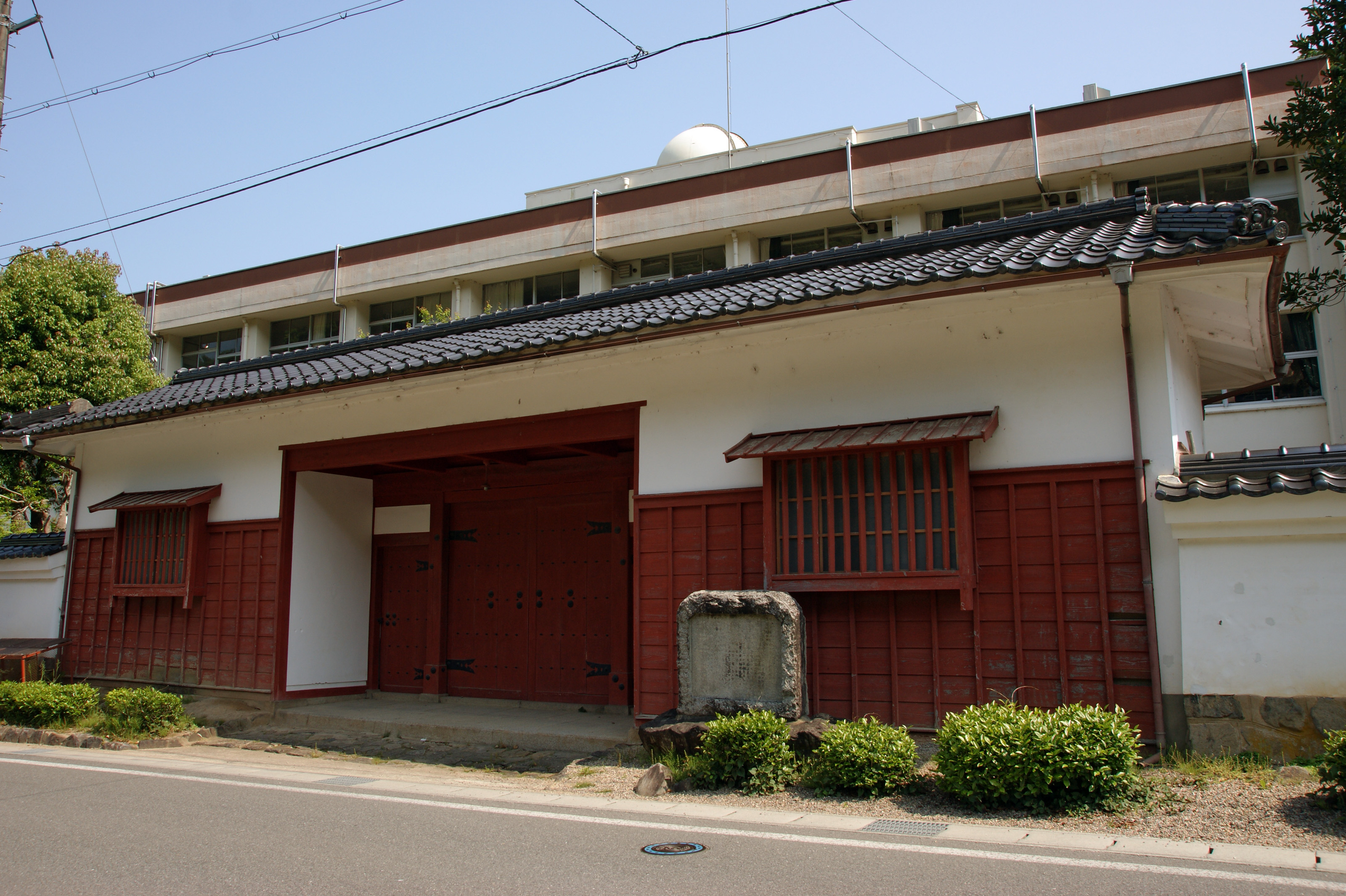
赤門

兵庫県立出石高等学校（ひょうごけんりつ いずしこうとうがっこう）は、兵庫県豊岡市出石町下谷にある公立高等学校。校地南西にある赤門で知られる。これは藩政時代に赤門を建てることが許されていた磯野家の出身である一瀬粂吉（元三和銀行取締役）が戦前に建設し寄贈したものである。

## 沿革
- 1907年（明治40年） - 出石町立女子技芸学校として開校
- 1922年（大正11年） - 出石町立実科高等女学校となる
- 1933年（昭和8年） - 県に移管し兵庫県立出石高等女学校と改称
- 1948年（昭和23年） - 学制改革に伴い、新制兵庫県立出石高等学校となる
- 1967年（昭和42年）8月 - 教室棟竣工
- 1973年（昭和48年）1月 - 本館校舎竣工
- 1974年（昭和49年）3月 - 体育館竣工
- 2006年（平成18年）8月 - 体育館耐震補強工事完成
- 2016年（平成28年）12月 - 第1期耐震補強工事完成
- 2017年（平成29年）9月 - 第2期耐震補強工事完成

## 学科
- 普通科 - 1年次は普通類型と文理探究類型とに分かれ、2,3年次では普通類型がさらに文化創造類型と人文類型に分かれる。特色選抜入試で入学した者は全員文理探究類型に所属し、3年間類型は変わることが出来ない。 
  - 文化創造類型 - 書道、美術（陶芸）をそれぞれの希望によって学び、芸術的素養を育み、あわせて一般教科の学習も行う。就職や文科系の大学・短大・専門学校、または芸術大学への進学に対応する。生活文化の基礎となる家庭科目（ファッション造形基礎・フードデザイン・子どもの発達と保育など）も選択できる。
  - 人文類型 -  英語、国語、地歴・公民に重点を置き、文科系教科を中心に幅広く学習する。文系の大学・短大等への進学に対応する。また、社会で生きる力として、コミュニケーション能力の育成を図り、基礎学力をつけることにより、就職希望にも対応する。
  - 文理探究類型 -  主要5教科を中心に、大学入学共通テストに対応できるよう全教科をバランスよく学習する。また、地域探求活動にも力を入れている。国公立4年制大学・難関私立大学、難関看護医療系等への進学を目指す。科目選択により、文系、理系ともに対応できる。

## 進学連携校方式
第5学区の進学連携校方式により、豊岡北、豊岡南、日高東、日高西、出石、但東の6校が連携中学校とされ、一般入試では6校以外からの合格者数は募集定員の18%以内に限られる。

## 著名な出身者
- 齋藤富雄 - 兵庫県副知事、神戸山手大学学長兼関西国際大学副学長
- 小野川公三郎 - 俳優
- 木花咲耶 - 宝塚歌劇団卒業生

## 周辺
- 経王寺（向かい）
- 石部神社